# Jagodnik (Słowenia)
Jagodnik – wieś w Słowenii, w gminie Mokronog-Trebelno. W 2018 roku liczyła 34 mieszkańców.